# Syntormon utahense
Syntormon utahense är en tvåvingeart som beskrevs av Harmston och Frank Hall Knowlton 1942. Syntormon utahense ingår i släktet Syntormon och familjen styltflugor.
Artens utbredningsområde är Utah. Inga underarter finns listade i Catalogue of Life.